# Karesuando tingslag
Karesuando tingslag (före 25 oktober 1907 benämnt Enontekis lappmarks tingslag; före en tidpunkt omkring 1940 benämnt Karesuando lappmarks tingslag) var ett tingslag i Norrbottens län i norra Lappland. Ytan var 1934 6 532 km², varav land 6 266, och där fanns 1 133 invånare. Tingsställe var Karesuando kyrkby.  
Tingslaget upplöstes 1 januari 1948 (enligt beslut den 10 juli 1947) och verksamheten överfördes till Jukkasjärvi och Karesuando tingslag.
Tingslaget hörde till följande domsagor:
- till 1720 till Västerbottens lappmarkers domsaga
- 1720-1742 Norra lappmarkens domsaga
- 1742-1838 Västerbottens norra kontrakts domsaga, från 1820 kallad Norrbottens domsaga
- 1839-1876 till Norrbottens norra domsaga
- 1877-1903 till Torneå domsaga
- 1904-1948 till Gällivare domsaga.

## Ingående områden
Karesuando tingslag bestod av följande socknar:
- Karesuando socken

### Kommuner
Från 1863 bestod tingslaget av en kommun: Karesuando landskommun (även kallad Enontekis landskommun).